# آندرا پالائورو
آندرا پالائورو (ایتالیایی: Andrea Pallaoro؛ زادهٔ ۶ فوریهٔ ۱۹۸۲) کارگردان فیلم، و فیلم‌نامه‌نویس اهل ایتالیا است.
آندرا در ترنتو، ایتالیا به‌دنیا آمد.